# Велика національна премія поезії
Велика національна премія поезії (фр. Grand prix national de la poésie) — французька літературна премія, заснована 1981 року за ініціативи тодішнього міністра культури Французької республіки Жака Ланга. Ця премія вручалася міністерством культури Франції до 1998 року. З 2012 року премію було відновлено зусиллями міністра культури Фредеріка Міттерана. Премію присуджує журі, що обирається на три роки. На сьогодні грошова частина премії становить 15 000 євро.

## Лауреати
- 1981 — Франсіс Понж
- 1982 — Еме Сезер
- 1983 — Андре дю Буше
- 1984 — Ежен Гільвік
- 1985 — Андре Френо
- 1986 — Жан Тортель
- 1987 — Едмон Жабес
- 1988 — Жак Дюпен
- 1989 — Мішель Дегі
- 1990 — Жак Рубо
- 1991 — Бернар Едсік
- 1992 — Бернар Ноель
- 1993 — Ів Бонфуа
- 1994 — Лоран Гаспар
- 1995 — Філіпп Жаккотте
- 1996 — Домінік Фуркад
- 1997 — не вручалася
- 1998 — об'єднана з Великою національною премією письменства (Grand prix national des lettres)
- 2012 — Анна Перьє
- 2013 — Клод Віже